# Xã Cunningham, Quận Chariton, Missouri
Xã Cunningham (tiếng Anh: Cunningham Township) là một xã thuộc quận Chariton, tiểu bang Missouri, Hoa Kỳ. Năm 2010, dân số của xã này là 217 người.